# ピーターマリッツバーグ
ピーターマリッツバーグ （Pietermaritzburg）は、南アフリカの都市。クワズール・ナタール州の州都で、州第2位の都市。PMBと短縮して呼ばれることもあり、ヨハネスブルグに合わせてピエテルマリスブルグと呼ばれることもある。クワズール・ナタール大学があり、材木、アルミニウム、乳製品の主要生産地である。1991年の人口は228,549人であったが、現在の概算では350,000人から500,000人の間とされている。

## 概要

### 州都の地位
1994年にアパルトヘイト政策が終わるより前に、ピーターマリッツバーグはナタール州の州都となっていた。南アフリカで最初に行われたアパルトヘイト後の総選挙で、インカタ自由党（en、略称IFP）が多数を占める結果となり、ピーターマリッツバーグは、かつてのズールーランドであるウルンディを含む新設されたクワズール・ナタール州の州都となった。ピーターマリッツバーグは立法上の州都となり、ウルンディが行政上の州都となった。IFPは強力な親ズールー主義者で、イギリス＝ズールー戦争（en）でイギリスに敗退した際にズールー王国の首都であったウルンディを望み、アパルトヘイト後の州都としたのである。ウルンディは、かつてのバントゥースタンの首都クワズールも持ち、現在のクワズール・ナタール州の一部とした。しかし、ウルンディは州政府を置くには深刻なインフラストラクチャー不足であり、アフリカ民族会議（略称ANC）と南アフリカ民主党という州の2大政党は、ピーターマリッツバーグのみが単独で州都であるとしている。2004年の選挙でANCが勝利するとこの討論は終わり、ピーターマリッツバーグがクワズール・ナタールの単独の州都となった。この結果、州政府の幾つかの機関が再度ピーターマリッツバーグへ移管されることになった。これは地域の積極的な発展として一般に歓迎された。2004年以降、市中心部のビルの建て替え、小売業の拡散、郊外での住宅建設増加などが牽引となり、公からも民間からも市へ投資が進むことになった。

## 歴史
市は最初、ブラッド・リヴァーの戦いでズールー族長ディンガネの敗退に伴い、ヴートレッカー（en:Voortrekkers、ケープ植民地に入植したオランダ系移民。土地を求めて内陸部へ向かった）らによって建設された。短期間存在したボーア人共和国（en:Boer republic）の一つ、ナタール共和国の首都となった。1843年、イギリスがピーターマリッツバーグを手中に収め、ナタール植民地の行政中心地とし、初代の総督代理マーティン・ウェストが赴任した。ケープ植民地総督ジョージ・ネイピアにちなんで名付けられたネイピア砦は、駐屯地として建てられた。1893年、ナタールは自治政府を持てることになり、市庁舎とともに議会ビルを建てた。1910年、南アフリカ連邦（en:Union of South Africa）が成立し、ナタールは連邦の1州となり、ピーターマリッツバーグはその後も州都であり続けた。 

### 市名の由来
2つの由来が存在する。2人の著名なヴートレッカーのリーダー、ピート・レティーフ（en:Piet Retief）とヘリット・マリッツ（Gerrit Maritz）にちなむという説がある。もう一つの説は、元々はレティーフのみの名前が発祥だというものである。レティーフの本名はピーテル・マウリッツ・レティーフ（Pieter Maurits Retief）であった。レティーフは、ズールー族長シャカ・ズールーの子ディンガネに殺害された。マリッツは、ブロウクランズ（ピーターマリッツバーグの数百km北）でのズールー族との戦いで死んだ。しかし、1938年に市は公式にマリッツとはヘリット・マリッツにちなむと表明した。
ズールー王国が勃興すると、ピーターマリッツバーグとなる場所はウムグングンドロヴ（Umgungundlovu）と呼ばれた。これはズールー語で『ゾウの土地』となる。ゾウとはズールー王に用いられる尊称で、数名のズールー王らがこの地で戦いに勝利したことを意味すると考えられている。伝説によると、シャカ・ズールーと彼の戦士たちは、この地でゾウを狩り、ダーバンでイギリス人貿易商人に象牙を売っていたという。今日、地区自治体がズールー語名なのに対し、町はいまだにヴートレッカーの名前で呼ばれている。

### アパルトヘイト
アパルトヘイト時代、市は多種の地区に分離されていた。全体の90％にもなるインド人らは郊外のノースデイルへ移動させられ、ズールー族の大半は近隣の黒人居留区イーデンデイルへ移されていた。

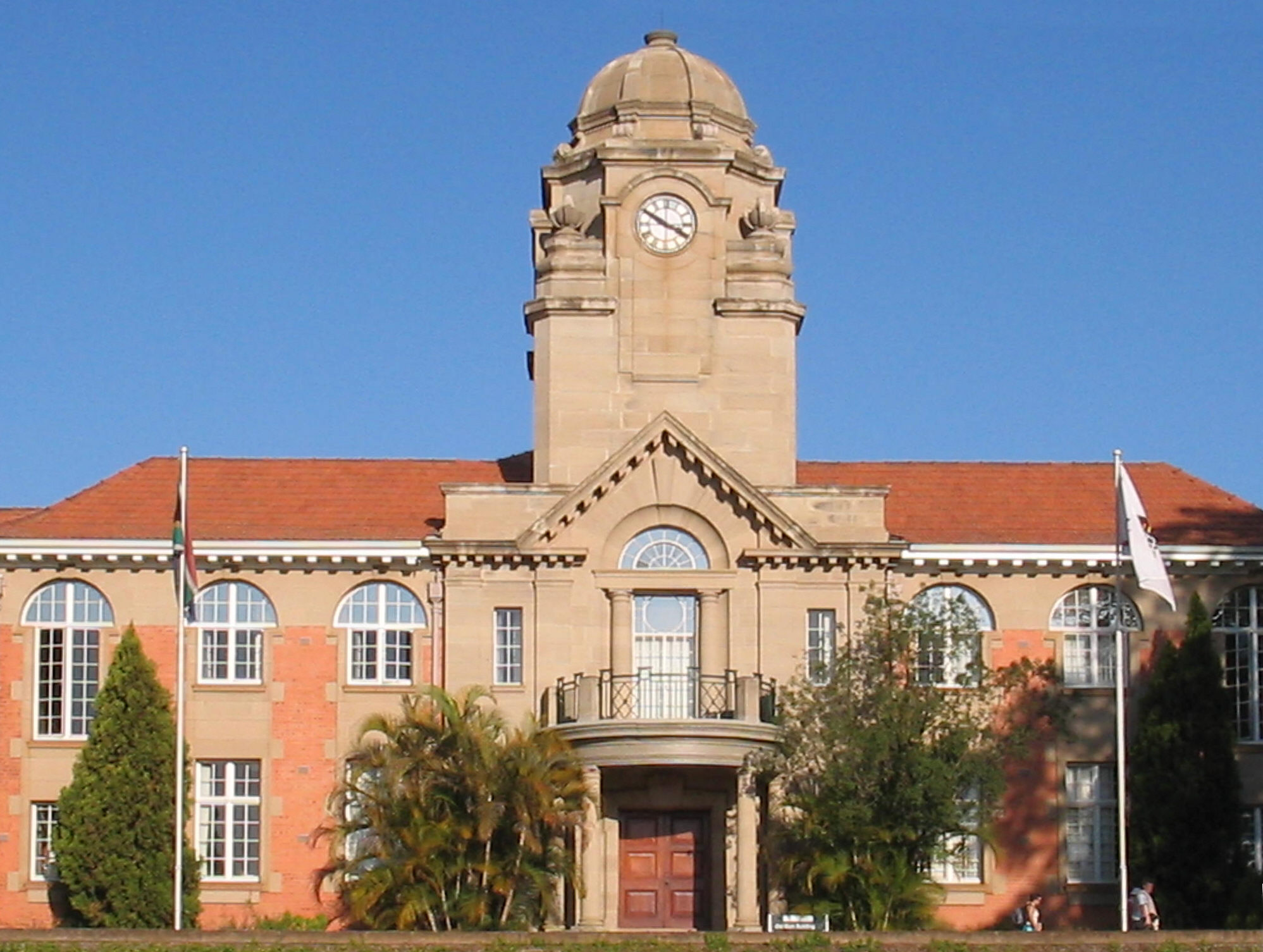
大学の時計塔

### マハトマ・ガンディー
ピーターマリッツバーグは、マハトマ・ガンディーの若い頃に遭遇した事件の地として有名である。1等席の切符を買い、列車で移動していたガンディーは、席のない白人男性へ席を譲った上で有色人種用の3等席へ行くよう車掌に命じられたのを断ったため、ピーターマリッツバーグで列車から追い出されたのである。この事件をきっかけに、ガンディーは、南アフリカ在住のインド人に対する差別を援護する法に抗議するようになったのである。現在、市中心部のチャーチ通りに、ガンディーのブロンズ像が立っている。

### その他の歴史的事件
- 第二次ボーア戦争中、イギリスはピーターマリッツバーグに強制収容所を建設し、ボーア人の女性や子供を収容した。
- 1962年、当時反アパルトヘイト活動家だったネルソン・マンデラがピーターマリッツバーグ北の町ホヴィックで逮捕された。この逮捕は、それから27年間にも及んだマンデラの投獄期間の始まりだった。彼が逮捕された場所には、小さな記念碑が建てられている。

## 気候
|                                     | 1   | 2   | 3   | 4  | 5  | 6  | 7  | 8  | 9  | 10 | 11  | 12  | 年間 |
| ----------------------------------- | --- | --- | --- | -- | -- | -- | -- | -- | -- | -- | --- | --- | ---- |
| 最高気温 （℃）                      | 41  | 39  | 38  | 37 | 37 | 31 | 32 | 35 | 39 | 40 | 41  | 42  | 42   |
| 平均日中最高気温 （℃）              | 28  | 28  | 28  | 26 | 24 | 22 | 23 | 24 | 25 | 25 | 26  | 28  | 26   |
| 平均日中最低気温 （℃）              | 18  | 17  | 16  | 12 | 7  | 3  | 3  | 6  | 10 | 13 | 15  | 16  | 11   |
| 最低気温 （℃）                      | 9   | 10  | 5   | 1  | -1 | -4 | -4 | -3 | -1 | 2  | 5   | 6   | -4   |
| 月平均降雨量 （mm）                 | 141 | 117 | 113 | 48 | 24 | 13 | 11 | 31 | 60 | 74 | 104 | 108 | 844  |
| 月平均雨天日 （≧ 1 mm）             | 18  | 16  | 15  | 10 | 5  | 3  | 3  | 5  | 10 | 15 | 19  | 19  | 138  |
| 出典：South African Weather Service |     |     |     |    |    |    |    |    |    |    |     |     |      |

## 教育
1910年創立のナタール大学がある。この大学は1922年にダーバンへ広がった。2つのキャンパスは1949年3月にナタール大学として合同された。アパルトヘイトに対する反対闘争が大きくなって、大学に黒人学生を受け入れた国内最初の大学の一つとなった。2004年1月1日から、クワズール・ナタール大学に改名した。

## スポーツ
- コムレイズ・マラソン　-　毎年6月に開かれ、ピーターマリッツバーグ＝ダーバン間を走る。1921年から行われている。
- ドゥシ・カヌー・マラソン　-　毎年1月に行われるカヌー・レース。
- ミドマー・マイル　-　毎年2月にピーターマリッツバーグ北のミドマー・ダムで開かれる水泳大会。世界中から16,000人の選手が参加する。
- マリッツバーグ・ユナイテッド　-　市に本拠地を置くプロ・サッカークラブ
- ピーターマリッツ・オーヴァル　-　南アフリカで最も美しいクリケット場の1つとされている。2003年のクリケット・ワールドカップでは、2試合が行われた。

## 友好都市
- 台中市（中華民国 直轄市）
- ハンプトン市（アメリカ合衆国 バージニア州）